# XXIII. János pápa és II. János Pál pápa szentté avatása

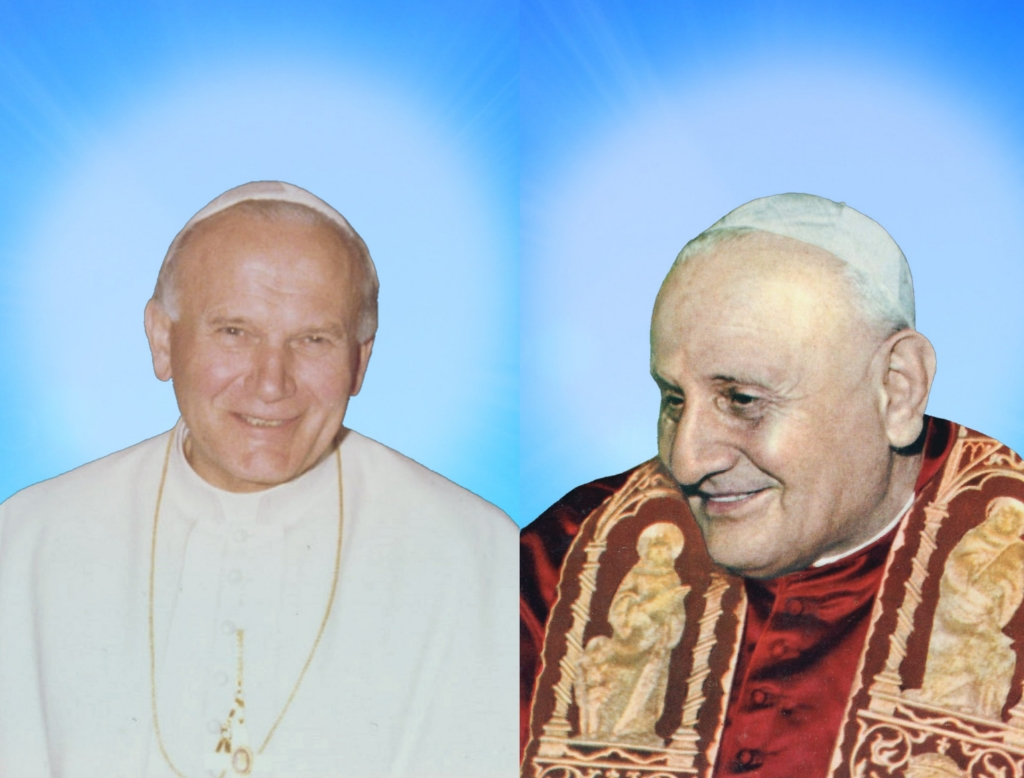
II. János Pál pápa (balra)
és XXIII. János pápa (jobbra)

XXIII. János pápa és II. János Pál pápa szentté avatása (a római katolikus egyház vezetői 1958–1963, illetve 1978–2005 között) 2014. április 27-én történt. A kereszténység történetében egyedülálló, hogy két pápa szentté avatására egy időben került sor, ebben az esetben a második vatikáni zsinat köti össze a két egyházfőt: XXIII. János volt, aki elindította az egyház életét átalakító zsinatot, II. János Pál pedig az, aki azt igazában valóra váltotta.
A zsinatot összehívó és azt 1963. június 3-i haláláig vezető XXIII. János pápát a bíborosok és számtalan hívő azonnal szentté akarta avatni, de csak 2000-ben nyilvánították boldoggá, miután Caterina Capitani 1966-os meggyógyulását az illetékes bizottság a pápa közbenjárására történt csodának jelentette ki.
II. János Pál pápa szentté avatását a hívek egy csoportja már 2005. április 8-i temetésén kezdeményezte Santo subito! (’Azonnal avassák szentté!’) feliratú transzparensekkel. A kanonizációs eljárás során Marie Simon-Pierre Normand meggyógyulásának körülményeit csodának ismerték el, ezután XVI. Benedek pápa 2011. május 1-jén boldoggá avatta.
A két pápa közös szentté avatásáról szóló hivatalos döntést Ferenc pápa 2013. július 5-én hozta, amikor aláírta a dekrétumot, mely igazolja a II. János Pál pápa közbenjárásával történt második csodát és kérte, hogy a bíborosok és püspökök járuljanak hozzá XXIII. János „pro gratia” szentté avatásához.
A kettős kanonizációt húsvét második vasárnapján, az Isteni irgalmasság ünnepén tartották. Az ünnepélyes szentmisén Ferenc pápával koncelebrált XVI. Benedek nyugalmazott pápa, körülbelül százötven bíboros és ezer püspök. A szertartáson nyolcszázezer zarándok vett részt és több mint száz állami delegáció volt jelen uralkodók, állam- és kormányfők tucatjaival.
Az Istentiszteleti és Szentségi Fegyelmi Kongregáció elrendelte, hogy XXIII. János pápa liturgikus emléknapja október 11., a II. vatikáni zsinat megnyitásának évfordulója; II. János Pálé pedig október 22., a pápai beiktatásának napja legyen.

## Előzmények

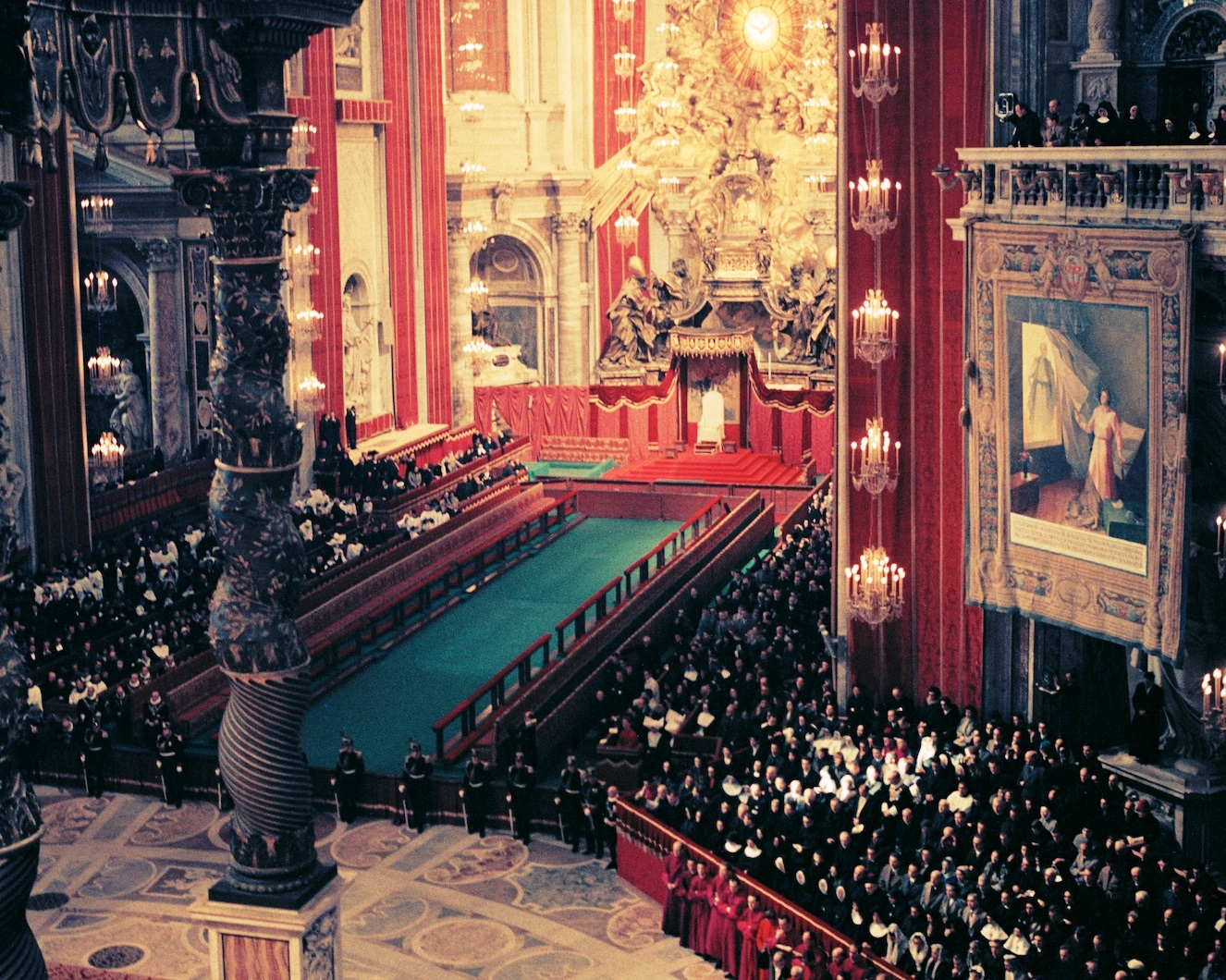
A II. vatikáni zsinat

### XXIII. János pápa boldoggá avatása
Az 1962. október 11-én megnyílt második vatikáni zsinatot összehívó és azt (1963. június 3-i haláláig) vezető XXIII. János pápát a zsinati bíborosok és számtalan hívő azonnal szentté akarta avatni. Ennek ellenére az Olaszországban „jó pápaként” ismert XXIII. János kanonizációja ötven évnél tovább húzódott. Miután Caterina Capitani nápolyi apáca 1966-os meggyógyulását az illetékes bizottság csodának nyilvánította, II. János Pál 2000. szeptember 3-án boldoggá avatta.

### II. János Pál pápa boldoggá avatása

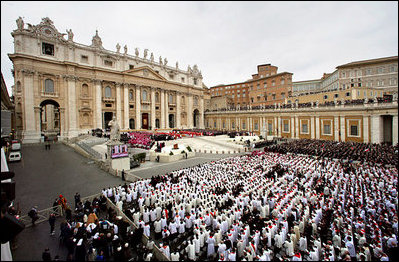
II. János Pál pápa temetése

II. János Pál pápa szentté avatását a hívek egy csoportja már 2005. április 8-i temetésén kezdeményezte Santo subito! (’Azonnal avassák szentté!’) feliratú transzparensekkel. Ennek első lépcsőfokát, a boldoggá avatási ügyet 2005. június 28-án megnyitották, és két évvel később az egyházmegyei szakasz le is zárult (az ügyirat ünnepélyes aláírására 2007. április 2-án kerül sor). A szentté avatások szabályai szerint öt évet kell várni valakinek a halála után, hogy megkezdhessék a szentté avatási procedúrát, azonban ettől az előírástól el lehet térni.
II. János Pál kanonizációs eljárása során megvizsgálták a Parkinson-kóros Marie Simon-Pierre Normand meggyógyulásának körülményeit, és azt hivatalosan is megtörtént csodának ismerték el. A francia apáca betegsége előrehaladtával már nem tudott írni, autót vezetni, sőt, járni is alig. A nővérnek erőt adott a szintén Parkinson-kórban szenvedő II. János Pál példája, ezért a pápa halála után imádkozott hozzá, ami két hónappal később meghallgatásra került: 2005. június 2-án egy belső hang sugallatára elkezdett írni és megdöbbenve tapasztalta, hogy írása megjavult, másnapra pedig egész teste teljesen meggyógyult. 2009 decemberében XVI. Benedek pápa „tiszteletreméltó” címmel ruházta fel II. János Pált, majd 2011. május 1-jén boldoggá avatta.

### A közös szentté avatás előkészítése

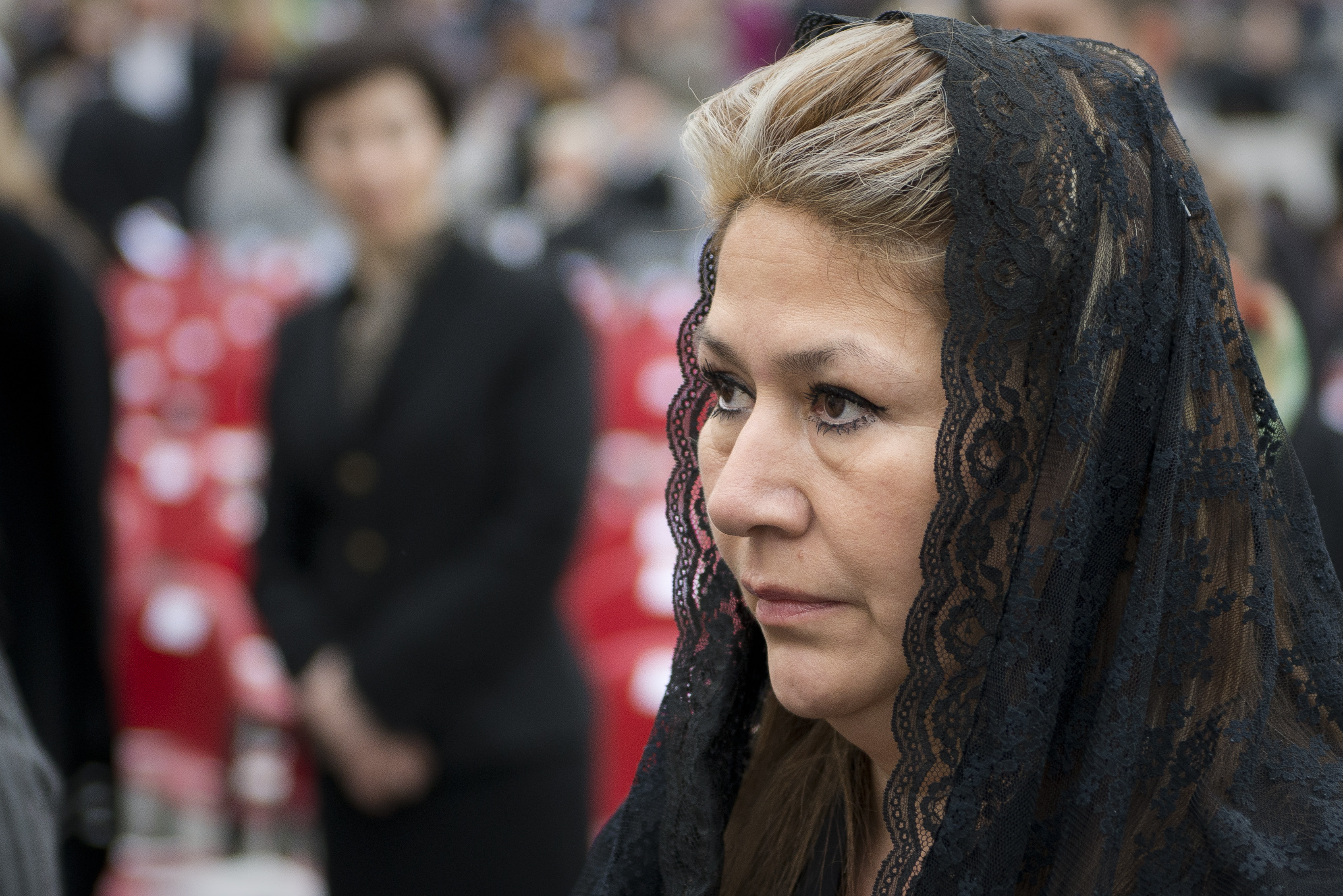
Floribeth Mora Díaz a szentté avatáson

2013. április 25-én a Floribeth Mora Díaz Costa Rica-i asszony II. János Pál pápa közbenjárására történő gyógyulását vizsgáló orvosi bizottság kijelentette, hogy az eset tudományosan megmagyarázhatatlan, ezzel a szentté avatáshoz szükséges második csoda is bizonyítottá vált. A 2011-ben 48 éves négygyerekes asszony gyógyíthatatlan agyi aneurizmában szenvedett. Az orvosok – bár mindent megtettek érte – csak egy hónapot adtak neki. A nő egyfolytában II. János Pálhoz imádkozott gyógyulásért, és amikor a pápa boldoggá avatását nézte a televízióban, illetve látta a képét egy magazinban, meggyógyult. Dr. Alejandro Vargas Roman, a kezelőorvosa is megerősítette, hogy az eset orvosilag megmagyarázhatatlan.
A kanonizációról szóló hivatalos döntést Ferenc pápa 2013. július 5-én hozta, amikor aláírta a dekrétumot, mely igazolja a II. János Pál pápa közbenjárásával történt csodát és kérte, hogy a bíborosok és püspökök járuljanak hozzá XXIII. János „pro gratia” szentté avatásához. Ezzel Ferenc pápa elfogadta a Szenttéavatási Ügyek Kongregációja előterjesztését, hogy hivatalosan elismert csoda nélkül történjen meg a kanonizáció, aminek két indoka is van: egyrészt a „zsinat atyjának” tisztelete az egész világon elterjedt, másrészt egyedülálló, hogy az azonnali szentté avatását már a zsinaton kérték a jelenlevők.
2013. szeptember 30-án Ferenc pápa a napközi imaóra keretében kihirdette, hogy a két boldog pápát 2014. április 27-én, húsvét második vasárnapján, az Isteni irgalmasság ünnepén avatják szentté.
Ferenc pápának az a döntése, hogy egyazon napra tette a két szentté avatást, több okkal magyarázható. Ezzel kikerülte, hogy a II. János Pál életét kísérő népszerűség személyi kultusszá váljon, miközben Stanisław Dziwisz krakkói érsek, korábban II. János Pál magántitkára, akinek nem elhanyagolható szerepe volt a Santo subito kihirdetésében, külön szentté avatást szeretett volna. Philippe Maxence szerint a kettős szentté avatás azt is lehetővé teszi Ferenc pápa számára, hogy túllépjen a második vatikáni zsinaton, amelynek XXIII. János volt a kezdeményezője és II. János Pál a legfőbb alkalmazója. John L. Allen vatikáni szakértő szerint Ferenc azzal, hogy társította a két pápát, megpróbált összhangot teremteni a katolikus egyház liberális és konzervatív irányzatai között, míg David Willey, a BBC római tudósítója szerint ezzel elkerülte, hogy állást kelljen foglalnia. Végül a döntést részben az is indokolta, hogy a szertartás mintegy 7,8 millió euróra becsült költsége ne duplázódjon.
Mivel a zsinat résztvevői, illetve II. János Pál temetésén jelen levő hívek tömege mindkettőjük azonnali oltárra emelését szorgalmazta, majd ezután is a keresztény világ mindkét pápát szentnek tartotta, a hivatalos szentté nyilvánítás „csak” megerősíti a pápák eddigi tiszteletét.

## A szertartás

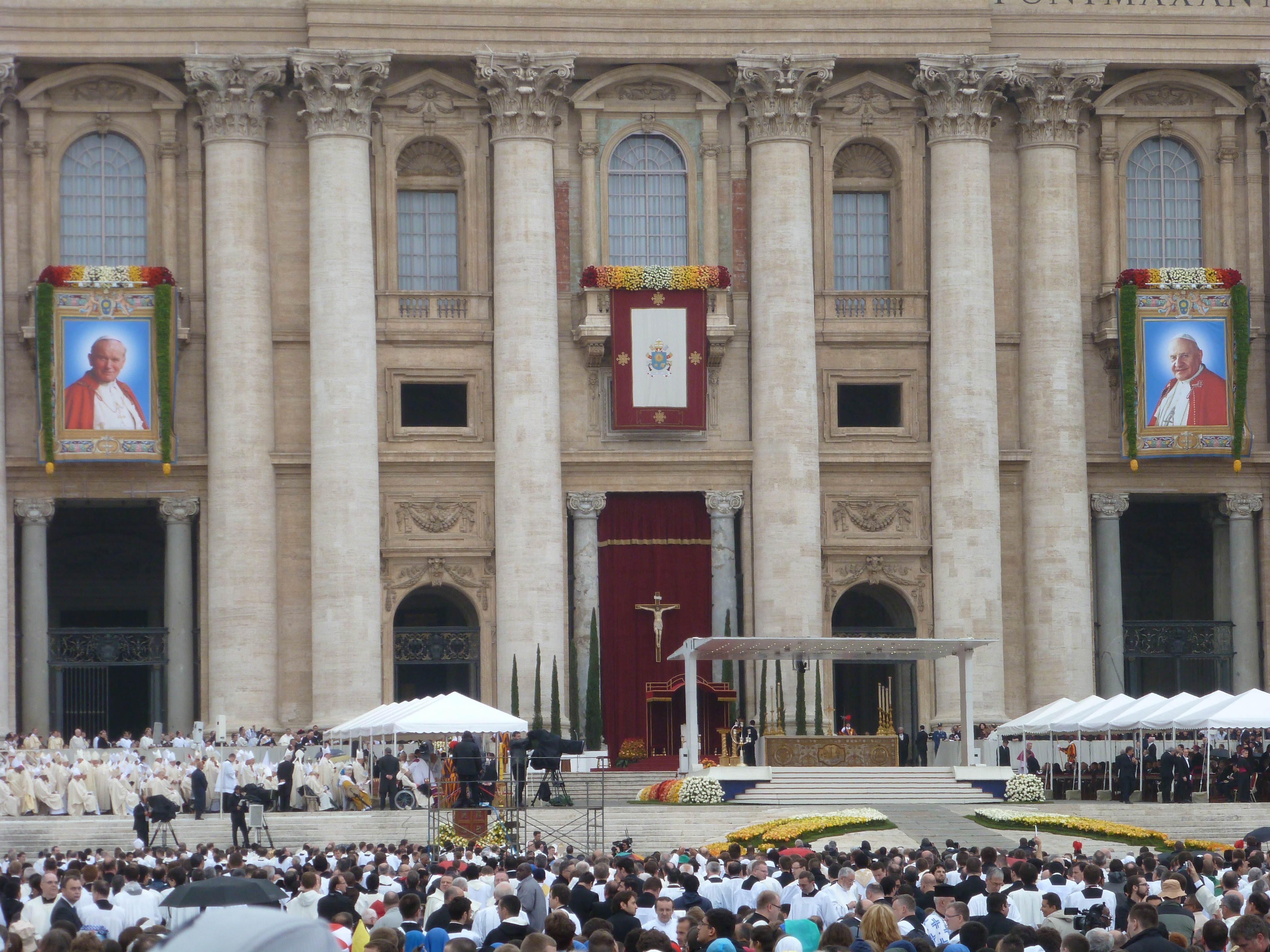
A Szent Péter-bazilika bejárata a szentté avatottak képével

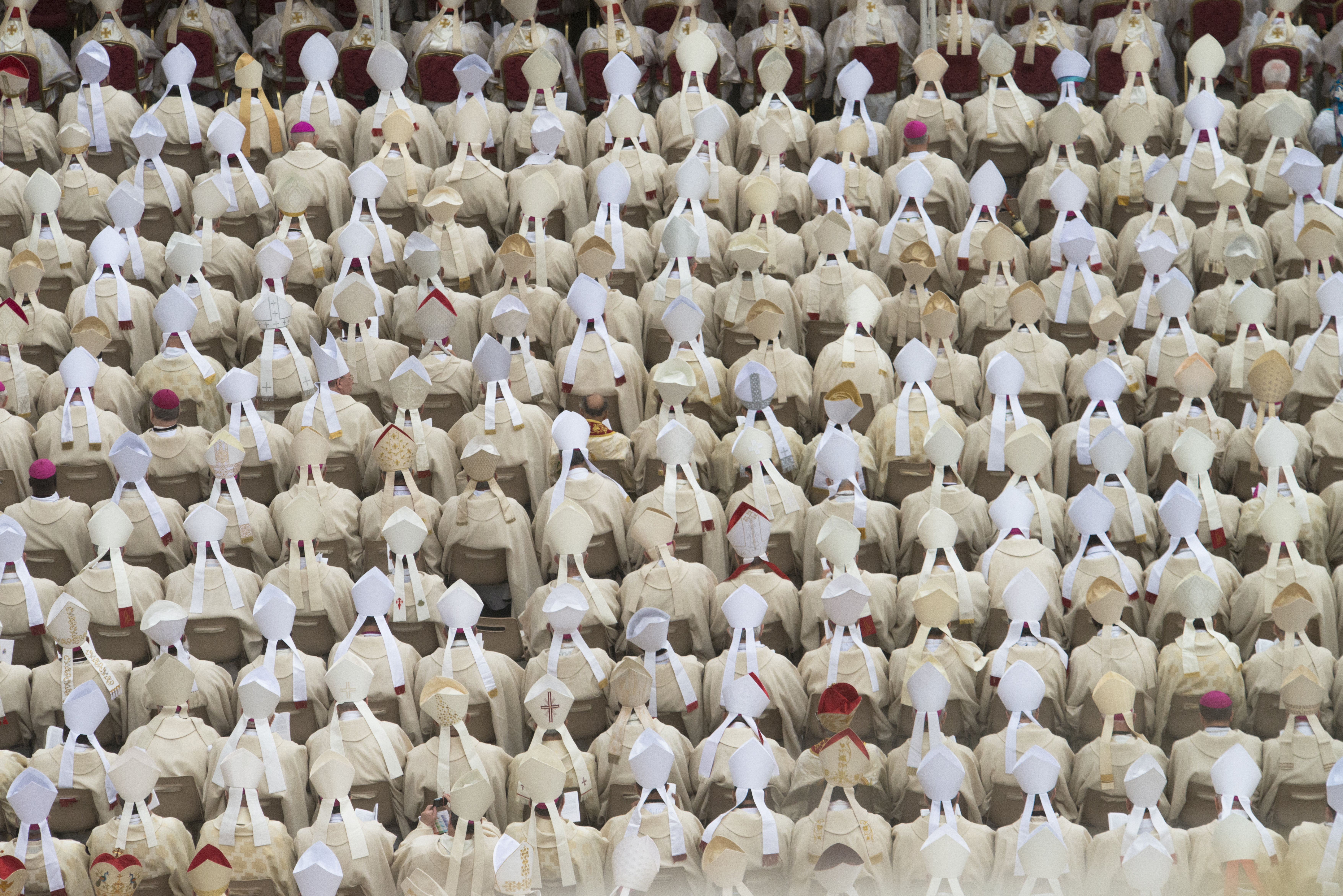
A szertartáson részt vevő püspökök

A szentté avatási szertartást 2014. április 27-én, az Isteni irgalmasság vasárnapján tartották. A szentmise előkészületeként kilenc órától az isteni irgalmasság rózsafüzér imáját mondták a résztvevők, ezután a mindenszentek litániája hangzott el a Sixtus-kápolna kórusa, a római és a (XXIII. János szülőhelyének számító) bergamói egyházmegye kórusa, valamint a krakkói filharmonikusok kórusa előadásában.
A hivatalos szertartás előtt Ferenc pápa megölelte az első sorban, a bíborosok között helyet foglaló nyugalmazott pápát, XVI. Benedeket, akit a téren ünneplő tömeg nagy örömujjongással fogadott.
Tíz órakor Ferenc pápa a vele együtt miséző papokkal a Szent Péter-bazilika előtt felállított oltárhoz vonult, ezzel megkezdődött a szentmise. A jelentősebb koncelebrálók között volt Agostino Vallini bíboros, a pápa római helynöke, Stanisław Dziwisz krakkói érsek, II. János Pál egykori személyi titkára és Francesco Beschi, Bergamo püspöke. A koncelebráló papoknak 70 diakónus adta át az ostyát. Az áldoztatást a Szent Péter téren 600 pap, az Angyalvár felé vezető sugárúton további 200 végezte.
Ferenc pápa akaratából a kanonizáció rítusa egyszerű volt: Angelo Amato bíboros, a szentté avatási kongregáció prefektusa háromszor egymás után kérte a pápát, avassa szentté XXIII. Jánost és II. János Pált, mire az egyházfő latin nyelven elmondta az ünnepélyes szentté avatási formulát:
Hosszas gondolkodás után, többször is Isten segítségét kérve és meghallgatva sok testvérünk véleményét a püspökségben, szentté nyilvánítjuk és szentként határozzuk meg Boldog XXIII. Jánost és II. János Pált, beírjuk nevüket a szentek katalógusába, és elrendeljük, hogy az egész egyházban odaadóan tiszteljék őket a szentek sorában.
A bejelentésre egész Rómában megkondultak a templomok harangjai, a téren jelen levő több százezer hívő óriási örömujjongásba és hosszas tapsba fogott, magasba emelték a zászlóikat és a szent pápák (főleg II. János Pál) képeit.
A szertartás folytatásaként bemutatták a két pápa ereklyetartóit. XXIII. Jánosnak ugyanolyat készítettek, mint II. János Pálé volt a 2011-es boldoggá avatásán. A relikviatartókat a két szenthez közel álló személyek vitték az oltárhoz: XXIII. Jánosét rokonai, II. János Pálét pedig Floribeth Mora Díaz, aki csodás gyógyulását az ő közbenjárásának köszönheti. Ezután Angelo Amato hálát adott Ferenc pápának a szentté avatásért, majd az örömének után az ünnepi szentmise a rendes menetben folytatódott. Az Evangélium részleteit görög és latin nyelven olvasták fel. A mise folyamán már szent XXIII. Jánoshoz és szent II. János Pálhoz is szóltak imák.
Az ünnepi szentmisén Ferenc pápával koncelebrált XVI. Benedek nyugalmazott pápa, körülbelül százötven bíboros és ezer püspök, köztük Erdő Péter bíboros, esztergom-budapesti érsek, Ternyák Csaba egri érsek, Jakubinyi György gyulafehérvári érsek, Spányi Antal székesfehérvári megyés püspök, Böcskei László nagyváradi megyés püspök, Keresztes Szilárd ny. hajdúdorogi püspök, Palánki Ferenc egri segédpüspök és Tamás József gyulafehérvári segédpüspök.

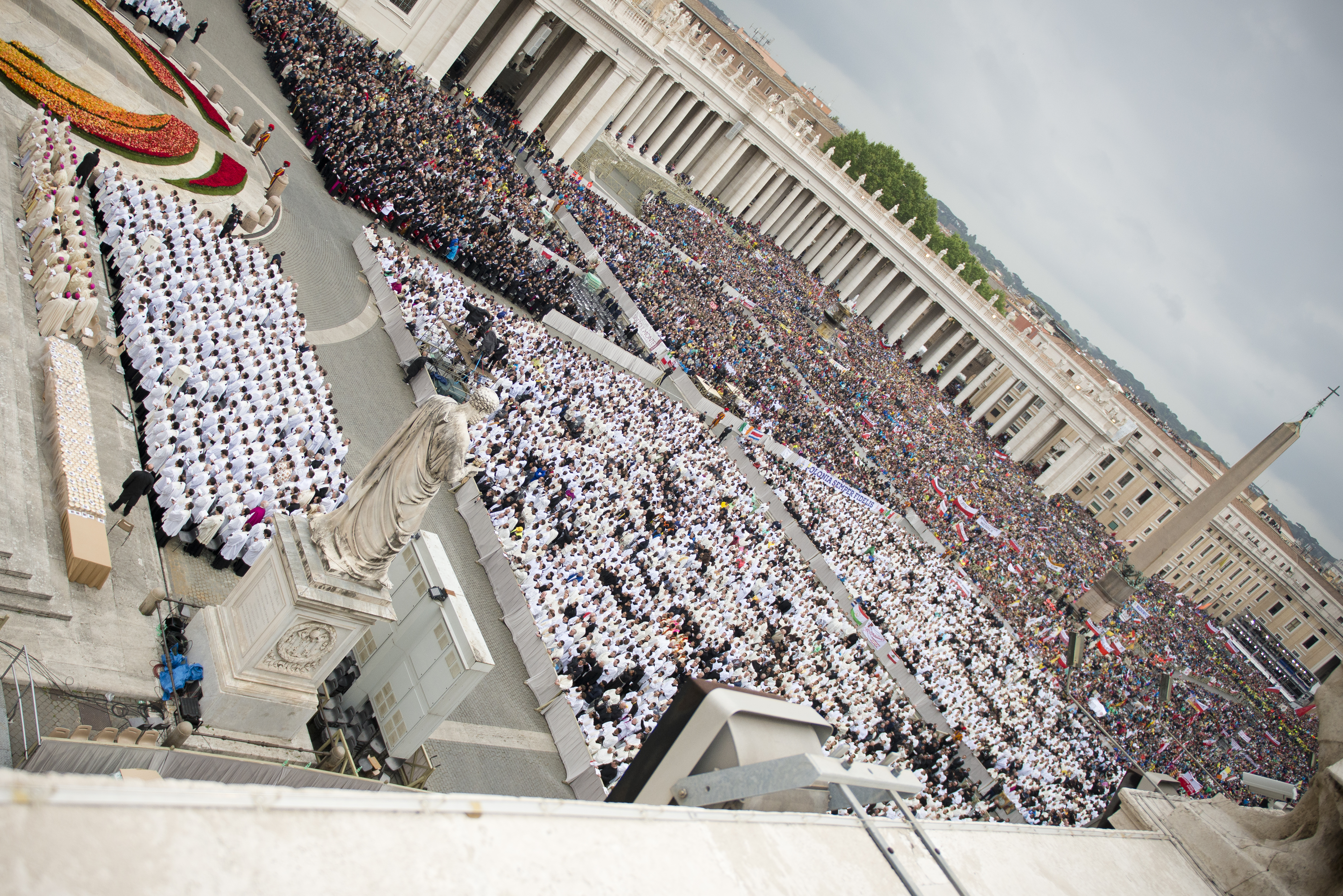
A Szent Péter téren ünneplő tömeg

## Résztvevők
Rómában mintegy nyolcszázezren követték az eseményt a Szent Péter téren, az odavezető utakon és a város más helyszínein elhelyezett 17 óriáskivetítőn. Több mint száz állami delegáció volt jelen. Magyarországot hivatalosan Áder János köztársasági elnök és Semjén Zsolt miniszterelnök-helyettes képviselte, a ceremónián rajtuk kívül részt vett Orbán Viktor miniszterelnök, Balog Zoltán emberierőforrás-miniszter és Hölvényi György egyházügyi államtitkár is, valamint több ezer magyar zarándok.

### Hivatalos küldöttségek
| Ország            | A delegáció tagjai                                |
| ----------------- | ------------------------------------------------- |
| Egyenlítői-Guinea | - Teodoro Obiang Nguema Mbasogo elnök és felesége |
| Elefántcsontpart  | - Henri Konan Bédié korábbi elnök és felesége     |
| Gabon             | - Ali Bongo Ondimba elnök és felesége             |
| Kamerun           | - Paul Biya elnök                                 |
| Zimbabwe          | - Robert Mugabe elnök és felesége                 |

| Ország                    | A delegáció tagjai                               |
| ------------------------- | ------------------------------------------------ |
| Amerikai Egyesült Államok | - John Podesta elnöki tanácsadó                  |
| Argentína                 | - Julián Domínguez, házelnök                     |
| Chile                     | - Aldo Cornejo, házelnök                         |
| Ecuador                   | - Rafael Correa elnök                            |
| Salvador                  | - Salvador Sánchez Cerén elnök                   |
| Guatemala                 | - Roxana Baldetti alelnök                        |
| Honduras                  | - Juan Orlando Hernández elnök és felesége       |
| Kolumbia                  | - María Ángela Holguín külügyminiszter           |
| Kuba                      | - Bruno Rodríguez Parrilla külügyminiszter       |
| Mexikó                    | - Angélica Rivera first lady                     |
| Paraguay                  | - Horacio Cartes elnök                           |
| Puerto Rico               | - Alejandro García Padilla kormányzó és felesége |
| Venezuela                 | - Elías Jaua külügyminiszter                     |

| Ország            | A delegáció tagjai              |
| ----------------- | ------------------------------- |
| Kínai Köztársaság | - Vu Tun-ji alelnök és felesége |
| Libanon           | - Michel Szulejmán elnök        |

| Ország             | A delegáció tagjai |
| ------------------ | --- |
| Belgium            | - II. Albert volt király és Paula királyné |
| Bulgária           | - Roszen Plevneliev elnök - Szimeon Boriszov Szakszkoburgotszki, korábbi cár, illetve miniszterelnök |
| Franciaország      | - Manuel Valls miniszterelnök - François Fillon volt miniszterelnök és felesége - Bernadette Chirac, korábbi first lady |
| Írország           | - Enda Kenny miniszterelnök |
| Lengyelország      | - Bronisław Komorowski elnök és felesége - Donald Tusk miniszterelnök - Aleksander Kwaśniewski volt elnök és felesége - Lech Wałęsa volt elnök és felesége - Ewa Kopacz, a szejm vezetője - Bogdan Borusewicz, a szenátus vezetője |
| Liechtenstein      | - II. János Ádám herceg |
| Litvánia           | - Dalia Grybauskaitė elnök |
| Luxemburg          | - Henrik nagyherceg és Mária Terézia nagyhercegné |
| Magyarország       | - Áder János köztársasági elnök és felesége |
| Máltai lovagrend   | - Matthew Festing nagymester |
| Egyesült Királyság | - Richárd gloucesteri herceg és Brigitta gloucesteri hercegné |
| Olaszország        | - Giorgio Napolitano elnök és felesége - Matteo Renzi miniszterelnök |
| Portugália         | - Rui Machete államminiszter, külügyminiszter |
| Spanyolország      | - I. János Károly király és Zsófia királyné |
| Ukrajna            | - Arszenyij Jacenyuk miniszterelnök |
| Európai Unió       | - Herman Van Rompuy, az EU elnöke - José Manuel Barroso, az EB elnöke - Miguel Ángel Martínez Martínez, az EP alelnöke |

| Ország     | A delegáció tagjai          |
| ---------- | --------------------------- |
| Ausztrália | - Christopher Pyne házelnök |

## A szent pápák tisztelete
2014. szeptember 11-én az Istentiszteleti és Szentségi Fegyelmi Kongregáció a két pápa nem mindennapi voltát és a világ minden tájáról érkezett kéréseket figyelembe véve elrendelte, hogy XXIII. János pápa szabadon választható liturgikus emléknapja október 11. (a II. vatikáni zsinat megnyitásának évfordulója), II. János Pálé pedig október 22. (pápai beiktatásának napja) legyen.

## Kritikák
Carlo Maria Martini egykori milánói érsek a kanonizációs eljárás során kritikájának is hangot adott. Andrea Riccardi történész 2014-ben kiadott könyvében említi, hogy a bíboros túl gyorsnak tartotta II. János Pál szentté avatását. A Corriere della Sera olasz napilap 2014. április 9-i száma idézi Martini szavait: Karol Wojtyła „Isten szolgája volt, rendkívüli ember, költő, filozófus és a tettek embere, de ettől még nem szükséges szentté avatni.” Az újság Godfried Danneels belga bíboros nyilatkozatát is közli, aki szerint nem kell gyorsítani a folyamatot, mert „a szentségnek nincsen szüksége előzősávra”.

## Fordítás
- Ez a szócikk részben vagy egészben  a   Canonisation des papes Jean XXIII et Jean-Paul II című francia Wikipédia-szócikk ezen változatának fordításán alapul.  Az eredeti cikk szerkesztőit annak laptörténete sorolja fel. Ez a jelzés csupán a megfogalmazás eredetét és a szerzői jogokat jelzi, nem szolgál a cikkben szereplő információk forrásmegjelöléseként.